# Lulworthia curalii
Lulworthia curalii är en svampart som först beskrevs av Jan Kohlmeyer, och fick sitt nu gällande namn av Kohlm. & Volkm.-Kohlm. 1991. Lulworthia curalii ingår i släktet Lulworthia och familjen Lulworthiaceae.   Inga underarter finns listade i Catalogue of Life.